# Gwendolen (figlia di Corineo)
Gwendolen è una leggendaria regina della Britannia, che appare nell'opera pseudostorica Historia Regum Britanniae di Goffredo di Monmouth. Il racconto di Goffredo data il suo regno all'XI secolo a.C..

## Leggenda
Secondo il racconto di Goffredo di Monmouth, Gwendolen era la figlia di Corineo, re di Cornovaglia, e sposò Locrino, re di Loegria, a cui diede un figlio, Maddan. Tuttavia, Locrino era innamorato di Estrildis, figlia del re di Germania, che era stata da lui liberata da Humber l'Unno. Quando Corineo morì, Locrino ripudiò Gwendolen e sposò Estrildis. Gwendolen fuggì in Cornovaglia e mise insieme un'armata con la quale sconfisse e uccise in battaglia Locrino.
Gwendolen salì allora sul trono, ordinò l'uccisione di Estrildis e della figlia di lei e Locrino, Hafren. Diede al fiume dove loro furono annegate il nome di Hafren (Afon Hafren in gallese, Severn in inglese). 
Regnò per 15 anni, abdicando poi in favore del figlio Maddan e ritirandosi in Cornovaglia.

## Menzioni successive
Gwendolen è menzionata da Edmund Spenser nel poema La regina delle fate e da William Blake nella Visione dei figli di Albione. È considerata, assieme alla rivale Estrildis, come un'eroina femminista, in grado di curare la Britannia dalle ferite causate dalla frammentazione del regno.